# Слот-Мёллер, Агнес
Агнес Слот-Мёллер, урожд. Агнес Рамбуш (дат. Agnes Slott-Møller; 1862—1937) — датская художница, приверженец символистского направления живописи в Дании. Находилась под влиянием искусства прерафаэлитов. Темы для своих произведений черпала в древней и средневековой истории Дании, в народном фольклоре. Мужем Агнес был также художник-символист Харальд Слот-Мёллер. Была одним из основателей и датской художественной группы «Свободный стиль».

## Жизнь и творчество
Родилась и провела раннее детство среди казарм датского военно-морского флота в Копенгагене. Отец Агнес, Якоб Хенрик Виктор Рамбуш (1825—1886), был морским офицером, дослужившимся до звания коммодора. Ещё ребёнком увлекалась красочными изданиями с иллюстрациями Лоренца Фрёлиха по датской истории (Illustreret Danmarkshistorie for Folket). В 1878 году поступает в Художественно-промышленную женскую школу, где берёт уроки рисования. Завершает своё образование здесь в 1885 году, чтобы его продолжить под руководством живописца П. С. Кройера, а затем и Харальда Слот-Мёллера, за которого выходит замуж в 1888 году.
После возвращения из свадебного путешествия по Италии, Агнес и её супруг в 1891 году помогают своему другу, Йохану Роде, в организации новой художественной группы в Дании, не зависящей от мнений и требований преобладавшего на художественной сцене тогда академизма — «Новый стиль» («Den Frie Udstilling»). В 1894 году Агнес выигрывает конкурс на проведение декорационных работ в здании копенгагенского Городского совета. В 1904 году она, несмотря на возникшие противоречия внутри группы, участвует в весенней выставке в Шарлоттенборге. В 1906 году Агнес Слот-Мёллер награждается за заслуги в искусстве медалью Эккерсберга. В 1907 году Агнес и её муж оказались замешаны в конфликт между союзом живописцев Фюна и местными крестьянами (Bondemalerstriden), что послужило причиной их временного разрыва с художественными кругами Дании.
Агнес-Слот-Мёллер печаталась в датской периодике как автор статей по истории средневековой Дании, которую освещала с позиций датского национализма. На эту тематику также выступала с лекциями перед публикой. В 1917 году она публикует свою первую крупную работу, «Национальные ценности» (Nationale Værdier), в 1923 году выходят в свет её «Народные зарисовки» (Folkevise Billeder). В 1932 году была награждена датской медалью «За заслуги в науках и искусствах» («Ingenio et arti»).
В браке у Агнес Слот-Мёллер родились две дочери, первая в 1893 году, вторая — в 1901 (умерла ребёнком).

## Галерея
- Нильс Эббесен (1893-1894)
- Эббе Скамельсен на свадебном дворе (по мотивам народной песни, сентябрь 1908)
- Умирающая невеста (1906)
- Эдда
- Изольда (1907)
- Церковь в Боргунде, Норвегия (1915)